# Tomasz Międzik
Tomasz Międzik (ur. w 1953 w Krakowie) – polski aktor teatralny i filmowy. 

## Życiorys
Uczęszczał do krakowskich liceów: najpierw do IX Liceum Ogólnokształcącego im. Zygmunta Wróblewskiego, a następnie do V Liceum Ogólnokształcącego im. Augusta Witkowskiego, gdzie zdał maturę. Ukończył Wydział Aktorski Państwowej Wyższej Szkoły Teatralnej w Krakowie (1977). Prawie przez cały okres pracy scenicznej jest aktorem Teatru im. Juliusza Słowackiego w Krakowie. Wystąpił w czternastu spektaklach Teatru Telewizji (1978-2014) oraz trzech audycjach Teatru Polskiego Radia (1977).
Był żonaty z aktorką Haliną Wiśniewską-Międzik (zm. 2019). Z małżeństwa urodziło się dwoje dzieci.
W 2025 roku został odznaczony Srebrnym Medalem „Zasłużony Kulturze Gloria Artis”.

## Filmografia
- Gorączka (1980) - Kamil
- Gry uliczne (1996) - Tadeusz
- Duże zwierzę (2002)
- Samo niebo (2001) - odc. 1
- Karol. Człowiek, który został papieżem (2005) - abp Eugeniusz Baziak
- Szanse finanse (2007) - odc. 7
- Katyń (2007) - starosta Edward, mąż Stasi
- Panoptikon (2009)
- Święty interes (2010) - sołtys Dujnik
- Polot (2020)
- Erynie (2021) - sędzia (odc. 3)
- Papiery na szczęście (2021-2023) - Wiktor, mąż Jadwigi (odc. 3, 34)
- Figurant (2023) - "Siwy"

Źródło: Film Polski